# Christopher Alesund
Christopher Alesund, pseud. „GeT_RiGhT” (ur. 29 maja 1990) – szwedzki zawodowy gracz komputerowy rozgrywający mecze w Counter-Strike’u. Należy do drużyny Dignitas. Były członek takich zespołów jak SK Gaming, Fnatic, Begrip i Ninjas in Pyjamas.

## Historia
W 2007 GeT_RiGhT, grając dla Begrip zajął drugie miejsce na turnieju spiXelania. Później w tym samym roku dołączył do SK Gaming, gdzie zajął czwarte miejsce na EM II. Na początku 2009 Alesund dołączył do Fnatic, wygrywając pierwsze zawodowe turnieje. Po dwóch sezonach gracz powrócił do SK Gaming, gdzie do drużyny dołączyli jeszcze Patrik „f0rest” Lindberg i Rasmus „Gux” Stahl.
W lipcu 2012, w oczekiwaniu na wydanie Counter-Strike: Global Offensive, opuścił SK Gaming i dołączył do Ninjas in Pyjamas. Christopher wraz z drużyną wygrał 87 meczów z rzędu bez żadnej porażki, co było największym osiągnięciem w historii Counter-Strike’a. W 2013 i 2014 roku serwis HLTV.org zamieścił ranking najlepszych graczy Counter-Strike: Global Offensive, gdzie Alesund zajął pierwsze miejsce.
26 września 2019 Christopher zakończył karierę w NiP po 2564 dniach grania w szwedzkim zespole. Na początku 2020 roku wraz z byłymi członkami NiP sformował drużynę Dignitas.

## Większe osiągnięcia
- 1. miejsce – SteelSeries GO, 2012
- 1. miejsce – DreamHack Valencia 2012
- 1. miejsce – ESWC 2012
- 1. miejsce – DreamHack Winter, 2012
- 1. miejsce – Mad Catz CS:GO Invitational 2013
- 1. miejsce – TECHLABS Cup, 2013
- 1. miejsce – Copenhagen Games, 2013
- 1. miejsce – Swedish Championship, 2013
- 1. miejsce – DreamHack Summer, 2013
- 1. miejsce – SLTV StarSeries VI Finals, 2013
- 1. miejsce – DreamHack Bucharest, 2013
- 2. miejsce – DreamHack Winter 2013
- 1. miejsce – Fragbite Masters 2013
- 2. miejsce – EMS One Katowice 2014
- 1. miejsce – Copenhagen Games, 2014
- 2. miejsce – SLTV StarSeries IX, 2014
- 1. miejsce – DreamHack Summer 2014
- 1. miejsce – ESL One Cologne 2014
- 2. miejsce – DreamHack Winter 2014
- 2. miejsce – ESL One Katowice 2015
- 3/4. miejsce – DreamHack Open Summer 2015
- 2. miejsce  – Gfinity Summer Masters 1, 2015
- 3/4. miejsce – DreamHack Open Cluj-Napoca 2015
- 2. miejsce – Fragbite Masters Season 5, 2015
- 5/8. miejsce – MLG Major Championship Columbus 2016
- 1. miejsce – DreamHack Masters Malmö 2016
- 2. miejsce – DreamHack Open Zowie Summer 2016
- 1. miejsce – StarLadder Star-Series i-League Season 2, 2016
- 1. miejsce – IEM XI Oakland, 2016
- 1. miejsce – DreamHack Valencia 2017
- 1. miejsce – IEM Masters XII Oakland, 2017[7][8]